# خابيير ريبيرتي
خابيير مارتينيث ريبيرتي (بالإسبانية: Javier Reverte)‏ كاتب ورحالة وصحفي إسباني، وُلد في مدريد عام 1944. هو أخو الكاتب والصحفي خورخي مارتينيث ريبيرتي وابن الصحفي خيسوس مارتينيث تيسيير. درس الفلسفة والصحافة، كان مراسلًا في لندن وباريس ولشبونة. وفي مسيرته الصحفية، كان نائب تحرير صحيفة بويبلو. وأيضًا كان مخرج راديو وتلفزيون. حاز جائزة ثيوداد دي توريبيخا للرواية عام 2001.